# マンギスタウ半島
マンギスタウ半島（マンギスタウはんとう、カザフ語: Маңғыстау түбегі, Mańǵystaý túbegi）、ないし、マングシュラク半島（ロシア語: Полуостров  Мангышла́к, Poluostrov Mangyshlák）は、カザフスタン南西部に位置し、カスピ海北東部へ突出している大きな半島。西側のカスピ海に臨み、ボザシ半島と呼ばれる湿地の多い地形を北東側に伴っている。半島の北方の沖には、チュレン諸島が位置している。
この一帯は、砂漠とステップ気候の中間にあり、大陸性の厳しい乾燥気候が見られる。植生景観は、ほとんどが砂漠と草原であり、川も、真水の泉もない。地質学的に見ると、マンギスタウ半島は、ウスチュルト台地の一部である。半島の北側では、南北のアクタウ山脈とマンギスタウ山脈、合わせて3本の山稜の線が半島を横切っており、その最高峰の標高は555m（ないし、556m）となっている。他方で最も標高が低い場所は、-132mとなっている。
半島の北部には燐鉱山があり、南部では石油採掘がおこなわれている。
行政上、この半島はカザフスタンのマンギスタウ州に属している。最大の都市で、同州の州都となっているのは、アクタウ（かつてのシェフチェンコ）である。ソ連時代の呼称であるシャフチェンコは、ウクライナの詩人タラス・シェフチェンコにちなんだ命名であった。同地は、1960年代から原子力発電所が設けられるなど、工業都市として開発された。
この半島は古くはペルシア語で「青い山」を意味するシーアークー (Sīāhkūh (ペルシア語: سیاهکوهと称されていた。1639年、マンギスタウ半島は、カルムイク人の支配下に入った。

## 地図製作
この地域の地図は、1719年から1727年にカスピ海一帯を測量調査したカスピ海遠征隊の一員であったフョードル・イヴァノヴィッチ・ソイモノフによって製作された。
|  |  |